# Harideva
Harideva prince qui est vice roi du royaume de Champā, de 1145 à 1149 pour le compte de l'Empire Khmer.

## Contexte
Après avoir envahit le Champa et vaincu le roi Jaya Indravarman III le roi Khmer Suryavarman II fait sacrer son beau-frère ; c'est-à-dire le frère cadet de sa première épouse, nommé Harideva, comme souverain du royaume de Champa et fait reconnaître son autorité par les populations du nord en 1145. Depuis le sud du pays en 1149 le fils et successeur du roi Rudravarman IV, Jaya Harivarman Ier marche sur Vijaya il rencontre Harideva et ses troupes Cham et Khmer dans la plaine de Mabiça sur la rivière Yami où Harideva est vaincu et tué,.

## Source
- Georges Maspero “Le Royaume De Champa.” T'oung Pao Chapitre VII (suite) , Second Series, Vol. 12, No. 3 (1911)  p. 291-315 (25 pages) JSTOR, www.jstor.org/stable/4526131. Consulté le 30 décembre 2020.